# Zrzeszenie sportowe
Zrzeszenia sportowe – jednostki organizacyjne grupujące kluby sportowe w latach Polsce Ludowej, a w latach 1949-55 zastępujące kluby sportowe. Faktycznie stanowiły formę państwowego nadzoru nad klubami sportowymi.

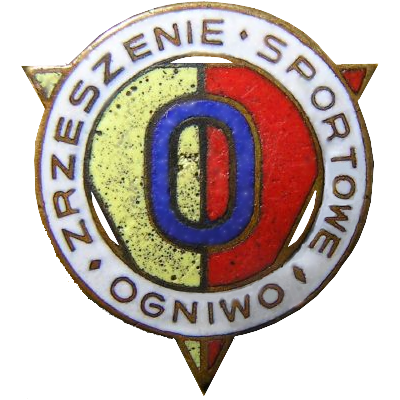
Odznaka zrzeszenia sportowego "Ogniwo"

Uchwałą Biura Politycznego KC PZPR w 1949 r. dokonano reorganizacji polskich organizacji sportowych. Metodą urawniłowki bolszewickiej równając do stalinowskiego wzoru radzieckiego. Kluby sportowe zastąpiono siecią ogólnopolskich zrzeszeń sportowych mających lokalne koła sportowe. Utworzono osobne zrzeszenia dla wojska, aparatu bezpieczeństwa, sportu wiejskiego, akademickiego i uczniowskiego. Pozostałe kluby sportowe zakwalifikowano do sportu związkowego powiązanego ze branżowymi związkami zawodowymi. W opracowanej wówczas koncepcji koła sportowe miały składać się bowiem z pracowników jednego zakładu pracy lub kilku mniejszych zakładów jednej branży, którzy po pracy mieli zbierać się by wspólnie krzewić kulturę fizyczną.
Centralna Rada Związków Zawodowych i Centralny Związek Spółdzielczości Pracy opracowały nową strukturę organizacyjną sportu związkowego. Utworzono 9 branżowych zrzeszeń sportowych, w skład których weszły niemal wszystkie dotychczasowe kluby sportowe, stając się ich kołami o ograniczonej samodzielności. Tylko nieliczne kluby zdecydowały się przystąpić do innych niż branżowe zrzeszeń (głównie wojskowego i Gwardii). Przy okazji reorganizacji niektóre kluby sportowe zostały zlikwidowane (w tym sensie że nie utworzono z nich koła), połączone z innymi lub rozdzielono ich sekcje między różne koła. Kluby sportowe zostały wykreślone z rejestru stowarzyszeń.
Zrzeszenia otrzymywały następujące nazwy: 
- zrzeszenia specjalne
  - AZS (sport akademicki)
  - CWKS (kluby wojskowe noszące nazwy odpowiednio centralny CWKS, okręgowe OWKS, garnizonowe GWKS, początkowo używano nazw "Kadra", a później "Legia" jako nazwy całego zrzeszenia)
  - "Gwardia" (dla funkcjonariuszy UB i MO)
  - LZS (sport wiejski)
  - "Zryw" (sport szkolny)
- zrzeszenia branżowe (związkowe)
  - "Budowlani"
  - "Górnik"
  - "Kolejarz" (pracownicy kolei, żeglugi, łączności, transportu samochodowego i lotniczego)
  - "Ogniwo" (przedsiębiorstwa komunalne, nauczyciele i pracownicy urzędów, początkowo "Samorządowiec"-"Państwowiec")
  - "Unia" (powstało w wyniku fuzji istniejących parę miesięcy zrzeszeń "Chemik" i "Leśnik"-"Drzewiarz", obejmowało też przemysł cukrowniczy)
  - "Spójnia" (przemysł spożywczy, handel, spółdzielczość, początkowo "Spożywca")
  - "Stal" (początkowo "Metalowiec")
  - "Włókniarz"
  - "Związkowiec" (różny przemysł)

Później dokonano kilku zmian. Najszybciej, bo już w styczniu 1951 zlikwidowano zrzeszenie "Związkowiec", zgrupowane w nim kluby przydzielono do innych zrzeszeń. W grudniu 1952 ze "Spójni" wydzielono nowe zrzeszenie "Start" powiązane ze spółdzielczością,  w grudniu 1954 połączono najbiedniejsze zrzeszenia "Ogniwo" i "Spójnię" w "Spartę" (zlikwidowaną w 1957).
Wszystkie kluby zmuszone były używać nazw zrzeszeń (początkowo dla przyzwyczajenia w prasie podawano obie nazwy starą i nową, potem już tylko nowe), co powodowało spore zamieszanie. W wielu miastach istniało wiele kół (czyli dawnych klubów) danego zrzeszenia i trudno było zorientować się które jest którym (np w Łodzi zarówno ŁKS jak i Widzew oraz wiele innych klubów występowało jako Włókniarz Łódź). Dla ich rozróżnienia w prasie czasami podawano nazwę patronackiego zakładu pracy, nazwę dzielnicy albo numer koła. Koła sportowe przymusowo używały też strojów w barwach zrzeszenia, nie zaś swoich tradycyjnych. Zamiast herbów klubowych używano symboli właściwego zrzeszenia, tylko sporadycznie wzbogaconych o lokalne elementy. 
Wszystkie zakłady pracy zostały patronem jakiegoś koła sportowego zgodnego ze swoją branżą zrzeszenia - wspierając go finansowo, materiałowo lub zatrudniając sportowców na etatach prawdziwych lub fikcyjnych. 
Po śmierci Iosifa Stalina, w procesie destalinizacji, w marcu 1955 pozwolono klubom ponownie używać nazw innych niż zrzeszeniowe i stopniowo większość klubów wróciła do swoich poprzednich nazw. Kluby, które nie istniały przed wprowadzeniem zrzeszeń albo wymyślały nowe nazwy, albo pozostawały przy zrzeszeniowych. Przywrócono samodzielność klubów sportowych jako stowarzyszeń. Zrzeszenia po przekształceniu w federacje sportowei przetrwały do końca PRL, nie odgrywając już tak istotnej roli jak w latach 1949-55. Niektóre z nich istnieją nadal (np LZS).

## Przykłady
- Cracovia - Ogniwo Kraków, później Sparta Kraków
- Garbarnia Kraków - Związkowiec Kraków, później Włókniarz Kraków
- Lechia Gdańsk - Budowlani Gdańsk
- Legia Warszawa - CWKS Warszawa
- Lublinianka Lublin - OWKS Lublin, później GWKS Lublin
- Naprzód Lipiny - Stal Lipiny
- Okocimski Brzesko - Spójnia Brzesko, później Sparta Brzesko
- Polonia Warszawa - Kolejarz Warszawa
- Ruch Chorzów - Chemik Chorzów, później Unia Chorzów
- Szombierki Bytom - Górnik Bytom
- Warta Poznań - Związkowiec Poznań, później Stal Poznań
- Wisła Kraków - Gwardia Kraków
- Zawisza Bydgoszcz - OWKS Bydgoszcz, później CWKS Bydgoszcz